# Cathédrale Notre-Dame-de-l'Intercession de Bagdad
Pour les articles homonymes, voir Cathédrale Notre-Dame.
La cathédrale Notre-Dame-de-l'Intercession, ou du Perpétuel-Secours (arabe : كاتدرائية سيدة النجاة), est une cathédrale de l'Église catholique syriaque qui se trouve à Bagdad, capital de l'Irak. Elle est dédiée à l'Intercession de la Vierge Marie. C'est le siège de l'archéparchie (archidiocèse pour les orientaux) syriaque catholique de Bagdad qui représentait environ 25 000 fidèles en 2010. 

## Historique
Le 31 octobre 2010, la cathédrale est la cible d'un attentat islamiste perpétré par un groupe proche d'Al-Qaïda pendant la messe dominicale qui fait 46 personnes abattues dont les deux jeunes vicaires, le père Wassim et le père Thair et 68 blessés dont une vingtaine grièvement ; parmi ces derniers, Mgr Raphaël Kouteimi, recteur de la cathédrale.
La cathédrale est visitée le 5 mars 2021 par le pape François au début d'un voyage de trois jours en Irak. À cette occasion, il dédie sa prière aux « frères et sœurs morts lors de l’attentat terroriste dans cette cathédrale il y a dix ans et dont la cause de béatification est en cours. »